# Toronto Roadrunners
Toronto Roadrunners byl profesionální kanadský klub ledního hokeje, který sídlil v Torontu v provincii Ontario. V letech 2003–2004 působil v profesionální soutěži American Hockey League. Roadrunners ve své poslední sezóně v AHL skončily v předkole play-off. Své domácí zápasy odehrával v hale Ricoh Coliseum s kapacitou 7 851 diváků. Klubové barvy byly modrá, žlutá a šedá.
Založen byl v roce 2003 po přestěhování Hamiltonu Bulldogs do Toronta. Zanikl v roce 2004 přestěhováním do Edmontonu, kde byl založen tým Edmonton Road Runners. Klub byl během své existence farmou Edmontonu Oilers.

## Umístění v jednotlivých sezonách
Stručný přehled
Zdroj: 
- 2003–2004: American Hockey League (Severní divize)

Jednotlivé ročníky
Zdroj: 
Legenda: Z – zápasy, V – výhry, VP – výhry v prodloužení, R – remízy, P – porážky, PP – porážky v prodloužení, VG – vstřelené góly, OG – obdržené góly, +/- – rozdíl skóre, B – body, fialové podbarvení – reorganizace, změna skupiny či soutěže
| USA / Kanada (2003 – 2004) |                      |        |    |    |    |   |    |    |     |     |     |    |        |          |
| Sezóny                     | Liga                 | Úroveň | Z  | V  | VP | R | PP | P  | VG  | OG  | +/- | B  | Pozice | Play-off |
| 2003/04                    | AHL (Severní divize) | 2      | 46 | 35 | –  | 8 | 3  | 34 | 219 | 224 | -5  | 81 | 5.     | Předkolo |